# 長谷幸輝
長谷 幸輝（ながたに ゆきてる/こうき、1843年12月4日（天保14年11月13日）- 1920年（大正9年）4月11日）は、日本の筝曲家、三味線奏者である。幼名は半太郎。

## 経歴・人物
肥後の生まれ。幼年期に盲目となり、寺崎検校系の筝曲家あった雪之都に師事する。後に輝香に改名し、師匠の死去により、簾美之都の門人となった事で再度簾之都に改名した。
後に筑紫に移り、久留米で宮原検校の門人の宮崎勾当の門人となり、地歌や三味線奏法を学んだ。これによって、師匠から勾当、後に検校に認定され、また名も幸輝と改名した。維新後の1877年（明治10年）に独立して、熊本での盲人音楽家として名を馳せた。
1893年（明治26年）には上京し、弟子と共に三味線の弦やその撥の改良や工夫に携わり、九州系地歌を伝えて、多くの著名な盲人音楽家を輩出する等、一躍有名となった。墓所は熊本市小峰霊園。なお、現在の東京における地歌はほぼ全てが九州系である。没後から丁度100年経った2020年（令和2年）2月23日には紀尾井ホールで長谷の没後100年を記念とした筝曲演奏会が開催された。

## 主な弟子
- 川瀬里子
- 福田栄香
- 木谷寿恵
- 坂本陣之都
- 笹尾竹之都
- 宮原八重之都
- 船田喜久
- 宮城道雄
- 中島雅楽之都